# Samadèth
Samadèth (en francès Samadet) és un municipi francès situat al departament de les Landes i a la regió de la Nova Aquitània.

## Demografia
| 1962                                       | 1968  | 1975  | 1982 | 1990  | 1999  | 2007  |
| ------------------------------------------ | ----- | ----- | ---- | ----- | ----- | ----- |
| 1.067                                      | 1.073 | 1.030 | 970  | 1.009 | 1.010 | 1.027 |
| Des de 1962: població sense dobles comptes |       |       |      |       |       |       |

## Administració
| Període   | Identitat      | Partit |
| --------- | -------------- | ------ |
| 2001-2008 | Monique Soum   |        |
| 2008-     | Jean Hirigoyen |        |